# Sheboygan Falls (condado de Sheboygan, Wisconsin)
Sheboygan Falls es un pueblo ubicado en el condado de Sheboygan en el estado estadounidense de Wisconsin. En el Censo de 2010 tenía una población de 1718 habitantes y una densidad poblacional de 21,14 personas por km².

## Geografía
Sheboygan Falls se encuentra ubicado en las coordenadas 43°46′25″N 87°51′57″O / 43.77361, -87.86583. Según la Oficina del Censo de los Estados Unidos, Sheboygan Falls tiene una superficie total de 81.28 km², de la cual 80.47 km² corresponden a tierra firme y (0.99%) 0.81 km² es agua.

## Demografía
Según el censo de 2010, había 1718 personas residiendo en Sheboygan Falls. La densidad de población era de 21,14 hab./km². De los 1718 habitantes, Sheboygan Falls estaba compuesto por el 95.4% blancos, el 0.23% eran afroamericanos, el 0.23% eran amerindios, el 1.8% eran asiáticos, el 0% eran isleños del Pacífico, el 1.57% eran de otras razas y el 0.76% pertenecían a dos o más razas. Del total de la población el 2.97% eran hispanos o latinos de cualquier raza.